# Бугарбер
Бугарбе́р (фр. Bougarber) — коммуна во Франции, находится в регионе Аквитания. Департамент — Атлантические Пиренеи. Входит в состав кантона Арти-э-Пеи-де-Субестр. Округ коммуны — По.
Код INSEE коммуны — 64142.

## География

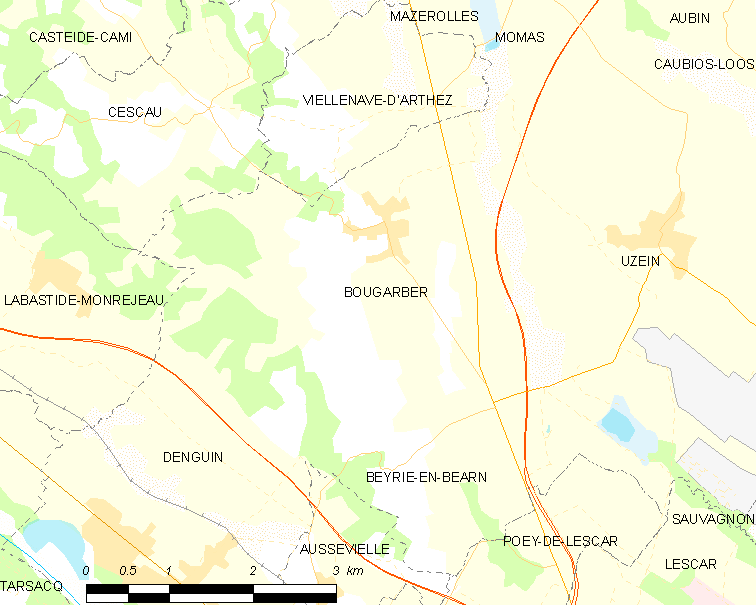
Карта коммуны

Коммуна расположена приблизительно в 650 км к югу от Парижа, в 165 км южнее Бордо, в 14 км к северо-западу от По.

### Климат
Климат тёплый океанический. Зима мягкая, средняя температура января — от +5°С до +13°С, температуры ниже −10 °C бывают редко. Снег выпадает около 15 дней в году с ноября по апрель. Максимальная температура летом порядка 20-30 °C, выше 35 °C бывает очень редко. Количество осадков высокое, порядка 1100 мм в год. Характерна безветренная погода, сильные ветры очень редки.

## Население
Население коммуны на 2010 год составляло 725 человек.
| 1962 | 1968 | 1975 | 1982 | 1990 | 1999 | 2010 |
| ---- | ---- | ---- | ---- | ---- | ---- | ---- |
| 372  | 376  | 403  | 469  | 600  | 649  | 725  |

## Администрация
| Период | Период | Фамилия  | Партия | Примечания |
| ------ | ------ | -------- | ------ | ---------- |
| 1995   | 2014   | Ги Вебер |        |            |
| 2014   | 2020   | Корин О  |        |            |

## Экономика
В 2010 году среди 486 человек трудоспособного возраста (15-64 лет) 367 были экономически активными, 119 — неактивными (показатель активности — 75,5 %, в 1999 году было 70,8 %). Из 367 активных жителей работали 350 человек (191 мужчина и 159 женщин), безработных было 17 (7 мужчин и 10 женщин). Среди 119 неактивных 34 человека были учениками или студентами, 50 — пенсионерами, 35 были неактивными по другим причинам.

## Достопримечательности
- Средневековые городские ворота. Исторический памятник с 1948 года[4]
- Церковь Нотр-Дам (XVII век)[5]